# Blodelsheim

Blodelsheim este o comună în departamentul Haut-Rhin din estul Franței. În 2009 avea o populație de 1.686 de locuitori.

## Evoluția populației
| An        | 1975  | 1982  | 1990  | 1999  | 2006  | 2009  |
| --------- | ----- | ----- | ----- | ----- | ----- | ----- |
| Populație | 1.125 | 1.198 | 1.318 | 1.409 | 1.618 | 1.686 |